# Velma (serie de televisión)
Velma es una serie de televisión web animada para adultos estadounidense basada en Velma Dinkley de la franquicia de Scooby-Doo. Presentada como un «cuadrilátero de amor», la serie se encuentra disponible en streaming en Max, con una primera temporada que consta de diez episodios.
La serie se estrenó el 12 de enero de 2023. Se lanzó una segunda temporada el 25 de abril de 2024. Velma recibió críticas mixtas de los críticos, que elogiaron la actuación de voz y la animación, pero se dividieron hacia el humor y criticaron su metanarración, caracterización, escritura y salidas del formato tradicional de Scooby-Doo. La recepción del público fue abrumadoramente negativa.

## Sinopsis
La primera temporada se centra en Velma Dinkley, una joven aficionada a los misterios que pronto se ve involucrada en uno cuando un misterioso asesino en serie aseche la tranquila comunidad de Crystal Cove. En la búsqueda por desenmascararlo, terminará encontrando un vínculo con la súbita desaparición de su madre, ocurrida años atrás.

## Reparto de voz
Gran parte del elenco de voces recurrentes se reveló en un hilo en la página oficial de Twitter del programa.

### Principales
- Mindy Kaling como Velma Dinkley ("Vilma Dinkley" en Hispanoamérica),[9] una maleducada y sarcástica aspirante a detective adolescente, que tras la desaparición de su madre, es cautelosa con respecto a los misterios teniendo horribles alucinaciones basadas en la culpa cada que intenta resolverlos. Se podría decir que es bisexual, al haberse enamorado de sus tres amigos en algún momento de la serie.[10][11]
- Sam Richardson como Norville «Shaggy» Rogers,[12] el mejor amigo inicialmente «antidrogas» de Velma, que está enamorado de ella. Representado como un afrodescendiente, es el reportero de noticias de la escuela y se hace referencia a él por su nombre real (Norville) y no por su célebre apodo de «Shaggy».[13][10]
- Constance Wu como Daphne Blake (Blay-Ke),[14] una chica asiática de 14 años popular y ex mejor amiga de Velma, que tiene «sentimientos complicados» por ella. Fue criada por dos madres adoptivas, por lo que espera reencontrarse con sus padres biológicos.[13][15]
- Glenn Howerton como Fred Jones,[16] un popular sospechoso de asesinato de 15 años que aún no ha pasado por la pubertad, de quien Velma está enamorada así como Fred de ella. Es el único personaje que es representado de forma similar al original Scooby Doo.[10]

### Secundarios
- Russell Peters como Aman
- Melissa Fumero como Sophie
- Sarayu Rao como Diya
- Jane Lynch como Donna Blay
- Wanda Sykes como Linda Ke
- Cherry Jones como Victoria
- Frank Welker como William
- Nicole Byer como Blythe Rogers
- Stephen Root como Sheriff Cogburn
- Gary Cole como Lamont Rogers
- "Weird Al" Yankovic como Dandruff Tuba
- Fortune Feimster como Olive
- Yvonne Orji como Gigi
- Ming-Na Wen como Carroll
- Shay Mitchell como Brenda
- Debby Ryan como Krista
- Karl-Anthony Towns como Jacques Beau

Además, Ken Leung y Kulap Vilaysak han sido elegidos para papeles no revelados.

## Recepción
El programa tuvo una recepción mayoritariamente negativa tanto por parte de la crítica especializada como por la audiencia general. En el sitio web de reseñas Rotten Tomatoes, la primera temporada obtuvo una puntuación de 39 % (de 100) por parte de la crítica especializada, basado en 36 reseñas, mientras que tan solo 7 % por parte de la audiencia general, basado en más de 10.000 reseñas.
Brian Lowry (CNN) resaltó que la serie es "Esporádicamente ingeniosa pero en última instancia bastante tediosa", y afirmó que es «una idea divertida que suena como una excelente manera de reintroducir a esos niños entrometidos, pero que, finalmente, no es lo suficientemente inteligente como para salirse con la suya».Por su parte, Heather Hogan (Autostraddle) escribió que la serie pareciera «querer ser mala con todos", ya que considera que «está llena de ataques a chicas indias, chicas no delgadas, chicas nerd y chicas queer», y también criticó el humor de la serie.